# Sarosto
Sarosto fut l'un des premiers lieux colonisés de la seigneurie de Lauzon, qui fait maintenant partie du territoire de la Ville de Lévis, au Québec. Ce village sans paroisse était situé au sud-ouest du fleuve Saint-Laurent. En 1828, l'arpenteur Pierre Lambert avait fait une carte du lieu et il l'avait orthographié « Sarasteau ». Il serait né approximativement au XVIIe siècle, au cœur de la seigneurie de Lauzon. On ne connaît pas l'année exacte de sa fondation. Cependant, ce toponyme est apparu pour la première fois dans les documents gouvernementaux vers la fin du XVIIIe siècle.

## Sa localisation
La carte de l'arpenteur Lambert présente sa localisation comme suit :
Sarasteau est située sur le tracé du Troisième Rang du fief de St.Vilmay (Villemay), entre le Deuxième Rang Coutance (situé entre les actuelles paroisses Notre-Dame et Christ-Roi de Lévis) et le Quatrième Rang (Brise-Culotte).
De plus, selon la carte électorale du comté de Lévis de 1937, le secteur fut établi d'après les plans du cadastre inscrit Rang Sarasteau situé du côté nord-ouest de la route Lévis-Jackman, alors que le rang Coutance occupe le côté sud-est.

## L'origine du nom
Plusieurs historiens québécois ont une hypothèse concernant l'origine du nom. Ainsi, selon l'historien et archiviste Pierre-Georges Roy, l'origine du nom proviendrait des amérindiens Abénaquis : Saresto serait dérivé du mot abénaquis Sarasteku qui signifierait « la rivière dont le lit renferme du clinquant ». Son frère, l'historien Joseph-Edmond Roy, estime quant à lui que Sarosto serait le nom d'un secteur situé plus à l'est, où il a pu désigner la rivière Saint-Jean. Vers 1830, la route de Sarosto se dirigeait au sud en direction de la Beauce et du Maine (États-Unis). Cette route passait par les villages situés au sud (Pintendre, Saint-Henri-de-Lévis, Saint-Anselme), près de la rivière Etchemin pour d'atteindre la vallée de la Chaudière. De nos jours, cette même route (nommée route du Président-Kennedy) a presque conservé son tracé d'origine.

## Sarosto ou Sorosto aujourd'hui
Selon l'usage populaire des gens du secteur, on écrivait Saint-Roustaud au lieu de Sarosto. Les personnes âgées de plus de 70 ans prononcent encore « Sorosto ». Ce secteur est aujourd'hui intégré au secteur commercial Est de Lévis, situé au croisement de l'autoroute Jean-Lesage et de la route du Président-Kennedy. C'est une partie de l'histoire lévisienne presque oubliée de nos jours. Il existe encore quelques bâtiments construits entre les années 1850 et 1940 dans ce secteur.